# Flavio Pompeo
Flavio Pompeo (latino: Flavius Pompeius; ... – gennaio 532) è stato un generale romano usurpatore suo malgrado e per pochi giorni contro l'imperatore Giustiniano I.

## Biografia

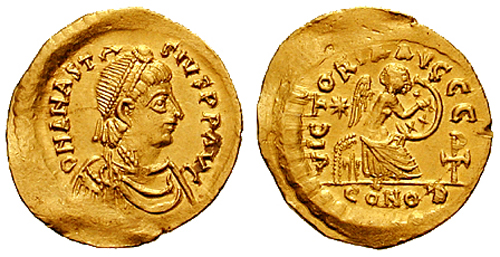
Moneta di Anastasio I, zio di Pompeo: sebbene fosse uno dei possibili successori dello zio, che non aveva figli, Pompeo non rientrò nei giochi politici che portarono all'elezione del nuovo imperatore, Giustino I, alla morte di Anastasio (518)

Pompeo era un aristocratico di discendenza imperiale, in quanto nipote dell'imperatore Anastasio I: suo padre era Flavio Secondino, console e praefectus urbi, sua madre Cesaria era sorella di Anastasio; fratello di Ipazio, console nel 500, cugino di Probo, console nel 502, sposò Anastasia, da cui ebbe un figlio.
Fu console del 501, prima del cugino e dopo il fratello.
In campo religioso era sostenitore delle posizioni del concilio di Calcedonia contro i miafisiti: nel 512, in occasione di una rivolta, ebbe la casa bruciata dai miafisiti; aiutò anche il patriarca Macedonio II, che era stato esiliato (511). Sostenitore del dialogo volto a ricomporre lo scisma acaciano, Pompeo si recò assieme a Vitaliano e Giustiniano ad accogliere i messi papali al decimo miglio da Costantinopoli e li accompagnò in città (519). Si sono conservate alcune lettere scambiate con papa Ormisda.
Fu probabilmente nel 517 contro gli Antae che Pompeo, al comando di un esercito in qualità (verosimilmente) di magister militum per Thracias, fu sconfitto nei pressi di Adrianopoli dai predoni.
Nel 528 i Romani erano impegnati contro i Persiani, ma stavano subendo una serie di rovesci; Pompeo, nominato magister militum praesentalis o magister militum vacans, fu inviato al fronte con rinforzi composti da Illirici, Sciti, Traci e Isauri. Giunse però verso la fine dell'anno quando, a causa del cattivo tempo, le ostilità erano state interrotte; il fatto che in questo anno è attestato il titolo di patricius potrebbe significare che gli fu conferito in concomitanza con questo comando.
Nel gennaio 532 Giustiniano, divenuto imperatore, dovette affrontare la rivolta di Nika, durante la quale la popolazione di Costantinopoli, ribellatasi contro il sovrano, cercò un possibile successore: i nipoti di Anastasio (Pompeo, il fratello Ipazio e il cugino Probo) erano dei candidati naturali. Mentre Probo abbandonò la città, Ipazio e Pompeo si rinchiusero con Giustiniano e i senatori a palazzo, in quanto ritenevano che un eventuale usurpatore avrebbe avuto poche possibilità contro Giustiniano. Giustiniano, però, allontanò dal palazzo i senatori, inclusi Pompeo e Ipazio, accusandoli di incitare la folla ribelle. Ipazio preso dalla folla nella sua casa, fu trascinato all'ippodromo di Costantinopoli e acclamato imperatore: riluttante, Ipazio acconsentì all'elezione. La rivolta fu spenta nel sangue e Pompeo e Ipazio furono catturati e portato da Giustiniano: l'imperatore mise a morte l'involontario usurpatore e suo fratello, ordinando che i loro cadaveri fossero gettati in mare e le loro proprietà confiscate. Qualche anno dopo, le proprietà furono restituite ai discendenti di Pompeo e Ipazio.